# クマナ国立公園
クマナ国立公園（クマナこくりつこうえん、英語: Kumana National Park）は、スリランカ南東部にある国立公園。ラムサール条約登録湿地であり、数多くの渡り鳥が飛来する。最大都市コロンボからの距離は391キロメートル。ヤーラ国立公園とは隣接しており、かつては「ヤーラ東国立公園」と呼ばれていたが2006年9月5日に現名称に改名された。
スリランカ内戦に伴う反体制派タミル・イーラム解放のトラ（LTTE）の攻撃を受け、1985年から2003年3月までは閉鎖されていた。また、2004年にはスマトラ島沖地震による津波被害を受けた。

## 特徴
クンブッカン・オヤが国立公園の南端を構成している。国立公園内には20程度のラグーンや湖沼が点在しており、多様な鳥類の生息地となっている。これらのラグーンは水深が2メートル以下と浅く、地域の標高は海抜90メートル程度である。年平均気温は摂氏27.3度、年降水量は約1,300ミリメートルである。

## 植物
国立公園の湿地の周辺には乾燥地帯が広がっており、林にはゾウノリンゴなどのアカテツ科やミカン科の植物や、ナンバンサイカチ、アブラナ目の植物が生い茂っている。また、ホソバヒメガマも至る所で見られる。湖沼やラグーンには、ハスやレースソウが見られる。

## 動物
クマナ国立公園には、1938年に設定されたクマナ鳥類保護区が含まれている。クマナはスリランカ国内の主要な鳥類生息地であり、255種の鳥類が登録されている。4月から7月にかけて、数千羽の渡り鳥が飛来する。この地に生息する有名な鳥類としては、セイタカコウ、コハゲコウ、ヘラサギなどが挙げられる。また、シギ科、チドリ科、カモ科の鳥類が多く生息している。中でもハリオシギは遥か9千キロメートル以上離れたシベリアから飛来する。
その他、生息する鳥類は以下の通り。
- シロスキハシコウ
- ブロンズトキ
- ムラサキサギ
- ダイサギ
- ゴイサギ
- チュウサギ
- コサギ
- ホシバシペリカン
- アジアコビトウ
- バン
- ツルクイナ
- シロハラクイナ
- レンカク
- セイタカシギ
- リュウキュウガモ
- カイツブリ

また、ラグーンや湖沼にはティラピアやボラ科が多く生息する。ヌマワニ、インドハコスッポンやアオウミガメ、アカウミガメ、ヒメウミガメなどの爬虫類が見つかることもある。哺乳類で生息しているのは、キンイロジャッカルやイノシシ、ユーラシアカワウソ、セイロンゾウ、スナドリネコなどである。公園内に生息するゾウは30頭から40頭と推定されている。他にはウシエビ属やテナガエビも生息している。

## 文化的重要性
クマナには、紀元前3世紀から人類が生活していた痕跡が残っている。また、紀元前2世紀から紀元前1世紀に残された碑文も発掘されている。また、この公園は聖地カタラガマへと向かう巡礼道が通っている。
近年、公園内で観察できる鳥類の減少が報告されている。環境学者や野生生物保護活動家たちは公園内の過剰な道路建設が原因ではないかと懸念している。

## ギャラリー

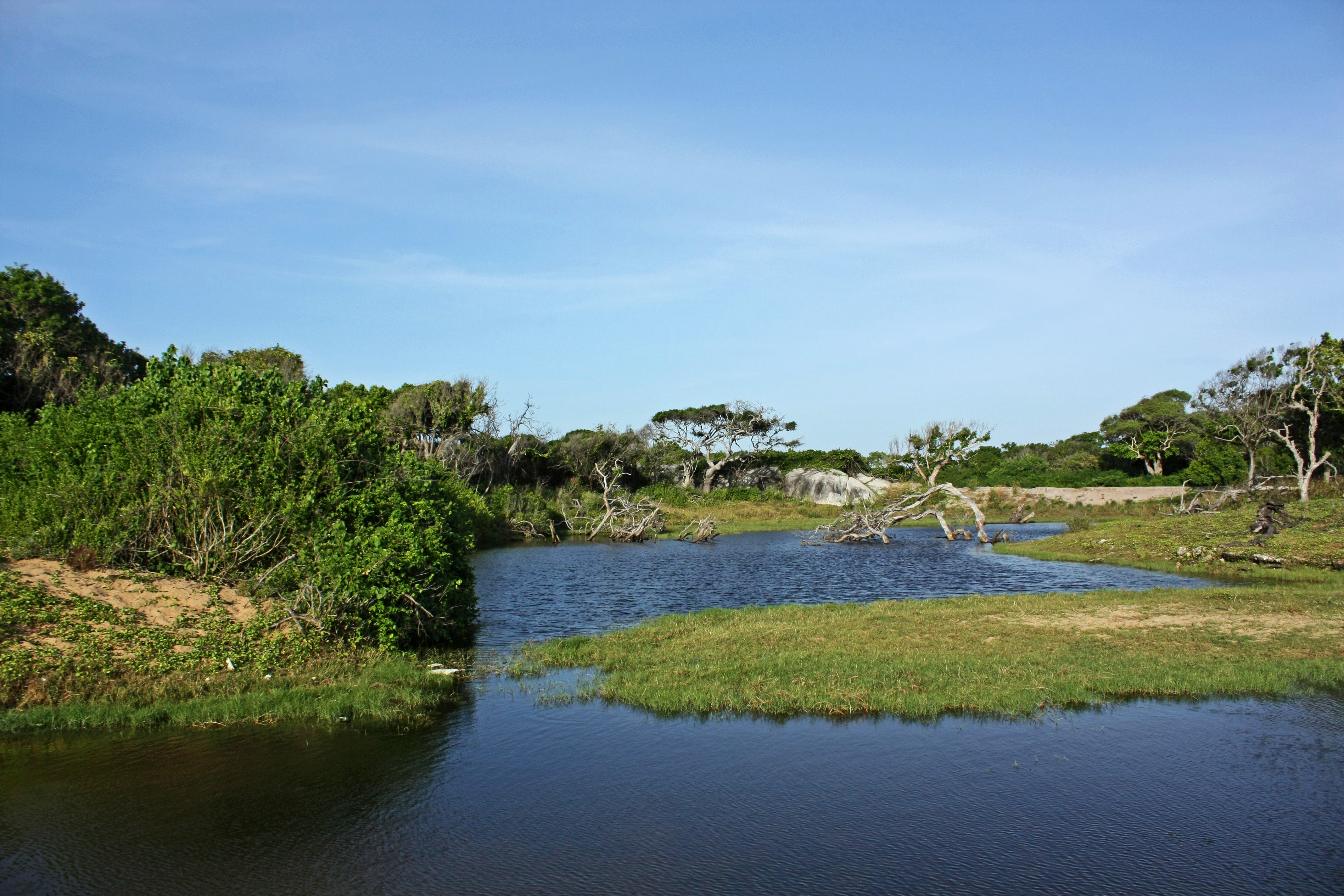
クマナ国立公園
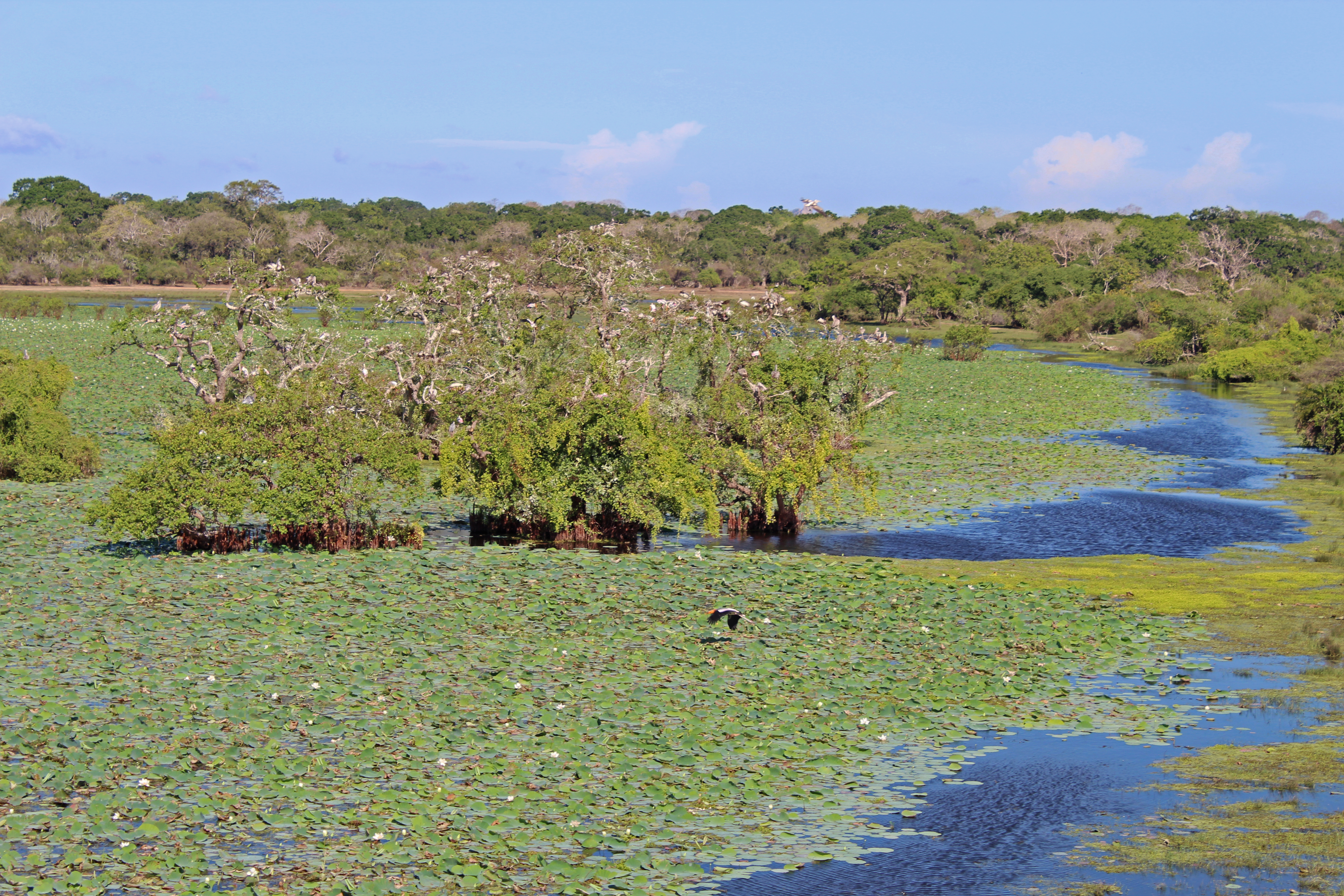
公園内の湖沼
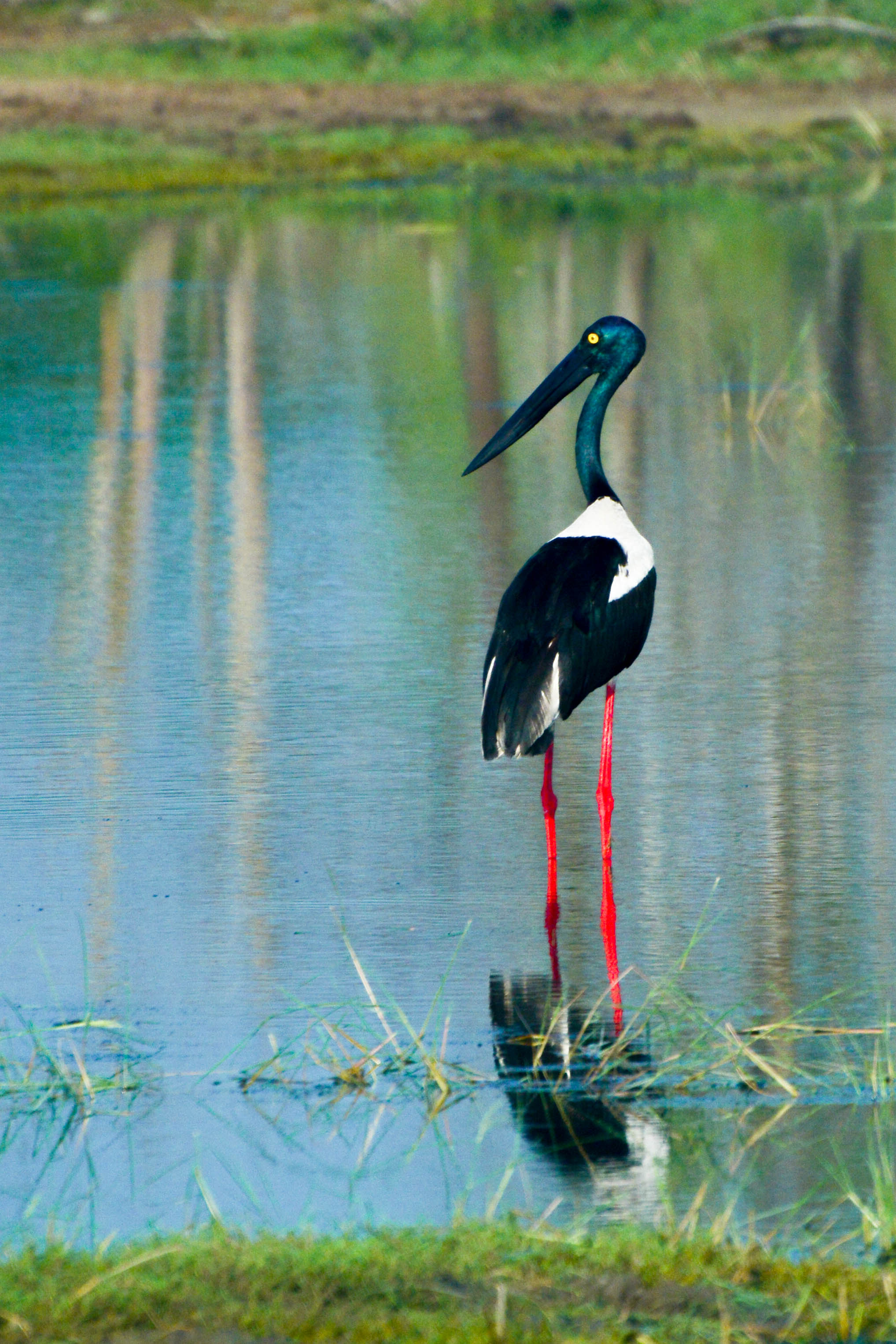
野鳥の写真
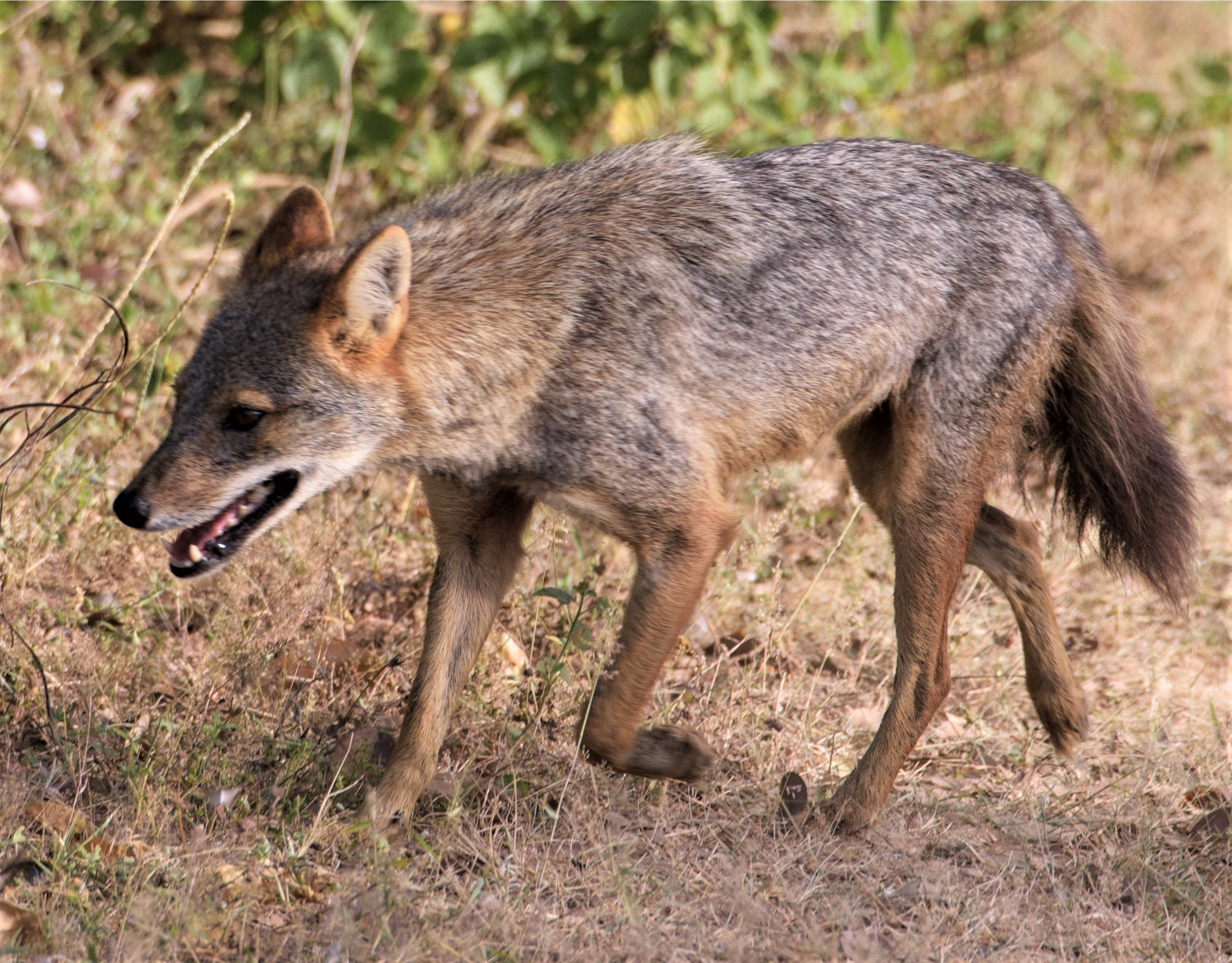
キンイロジャッカル
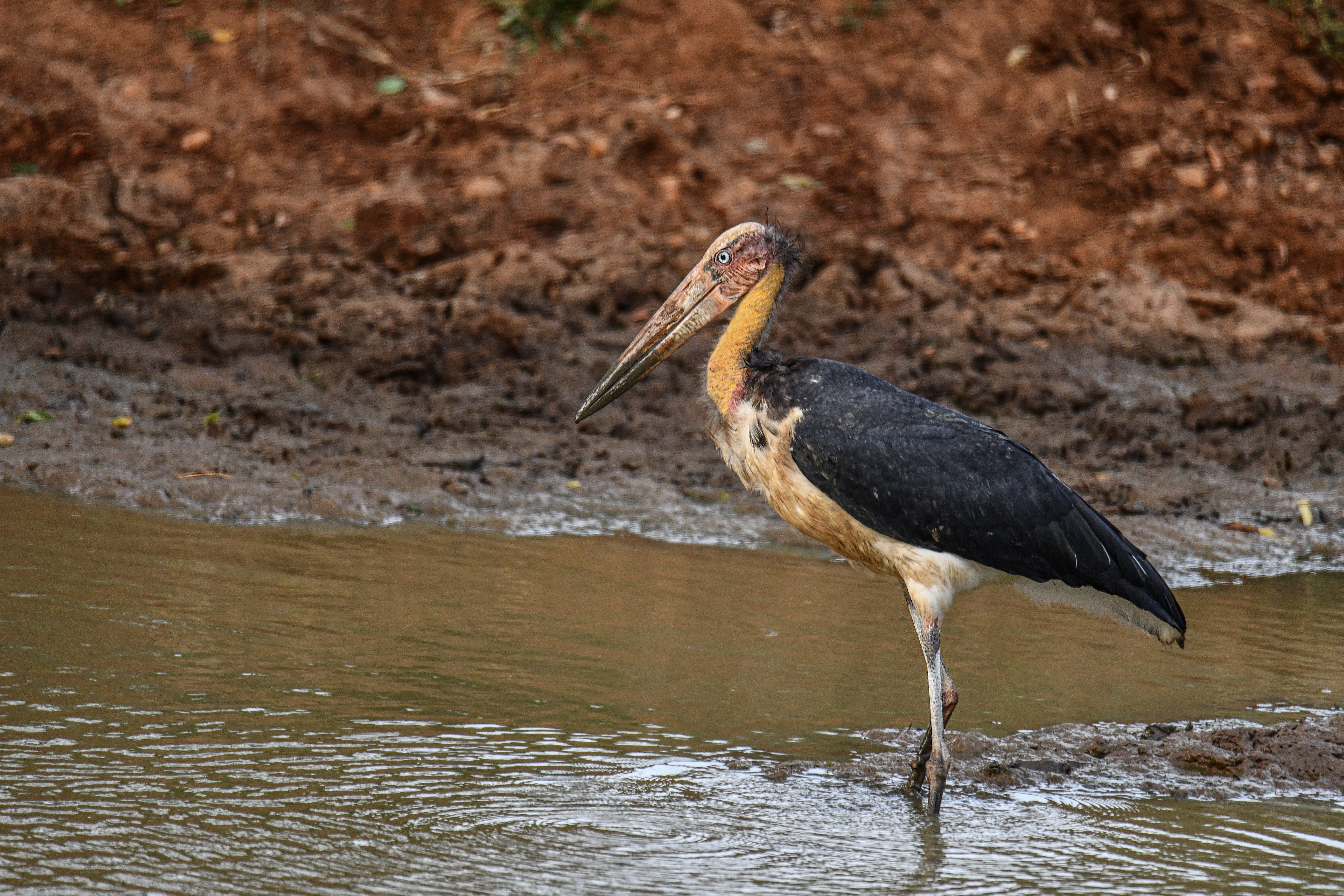
コハゲコウ
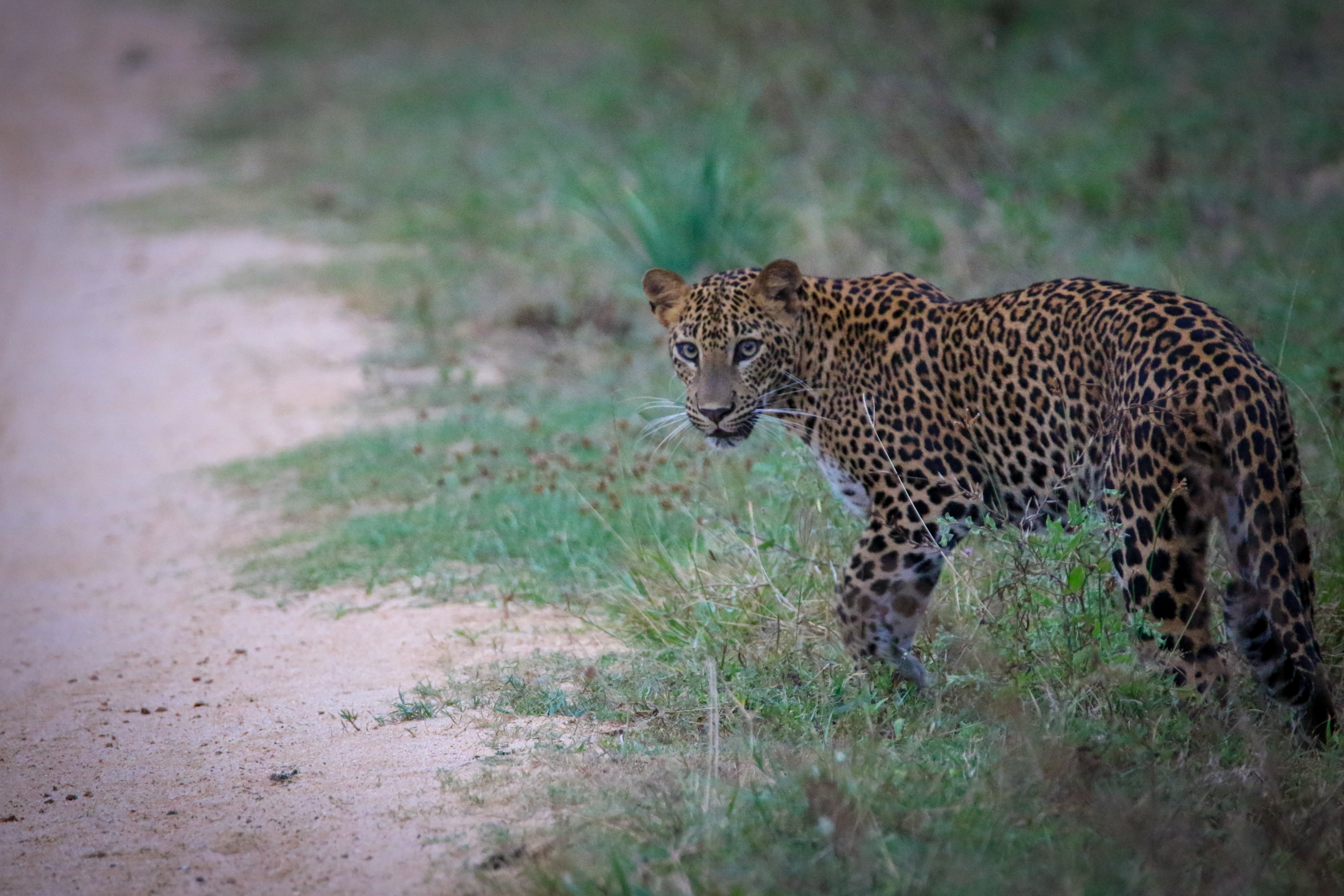
ヒョウ
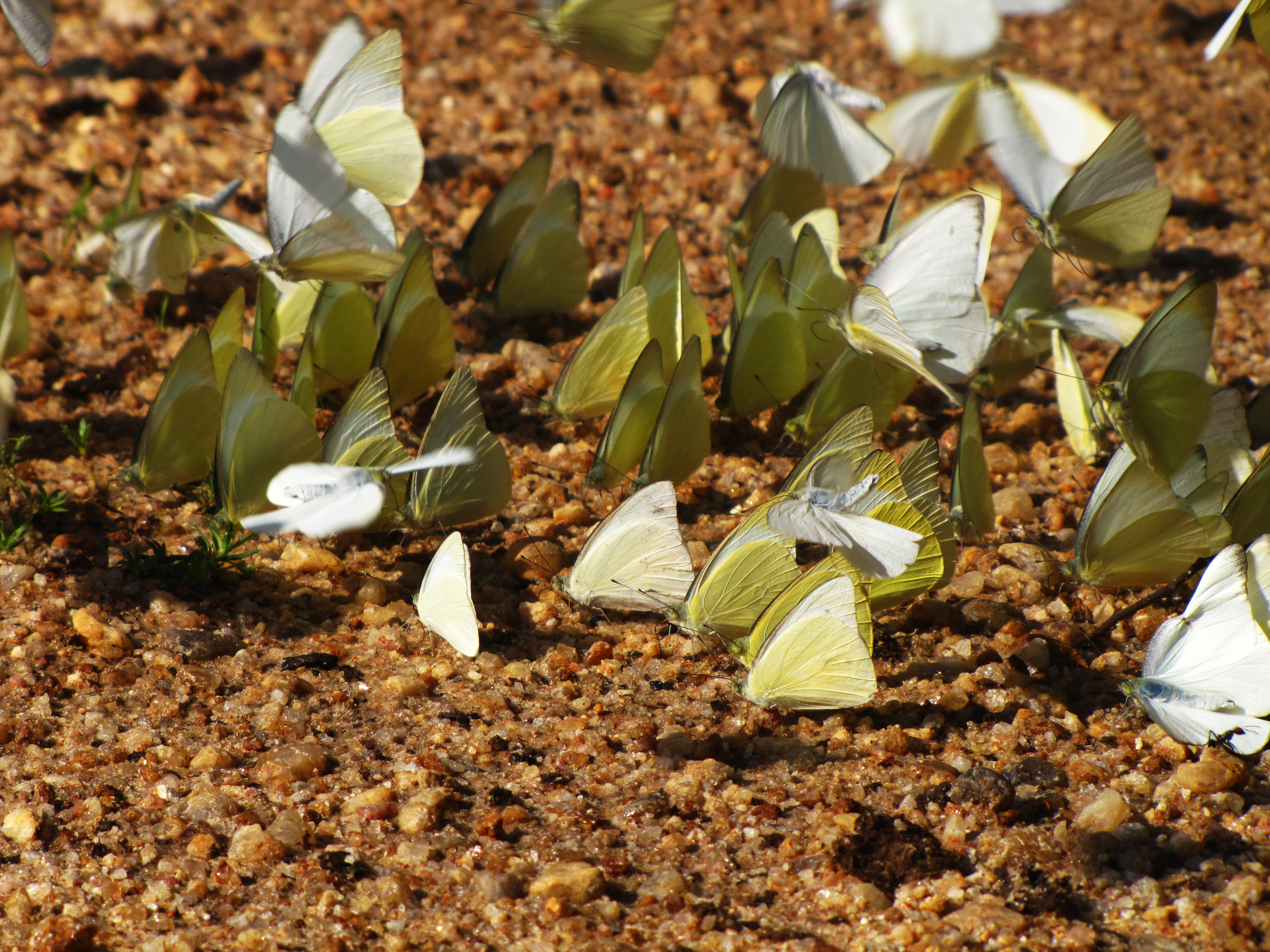
チョウ
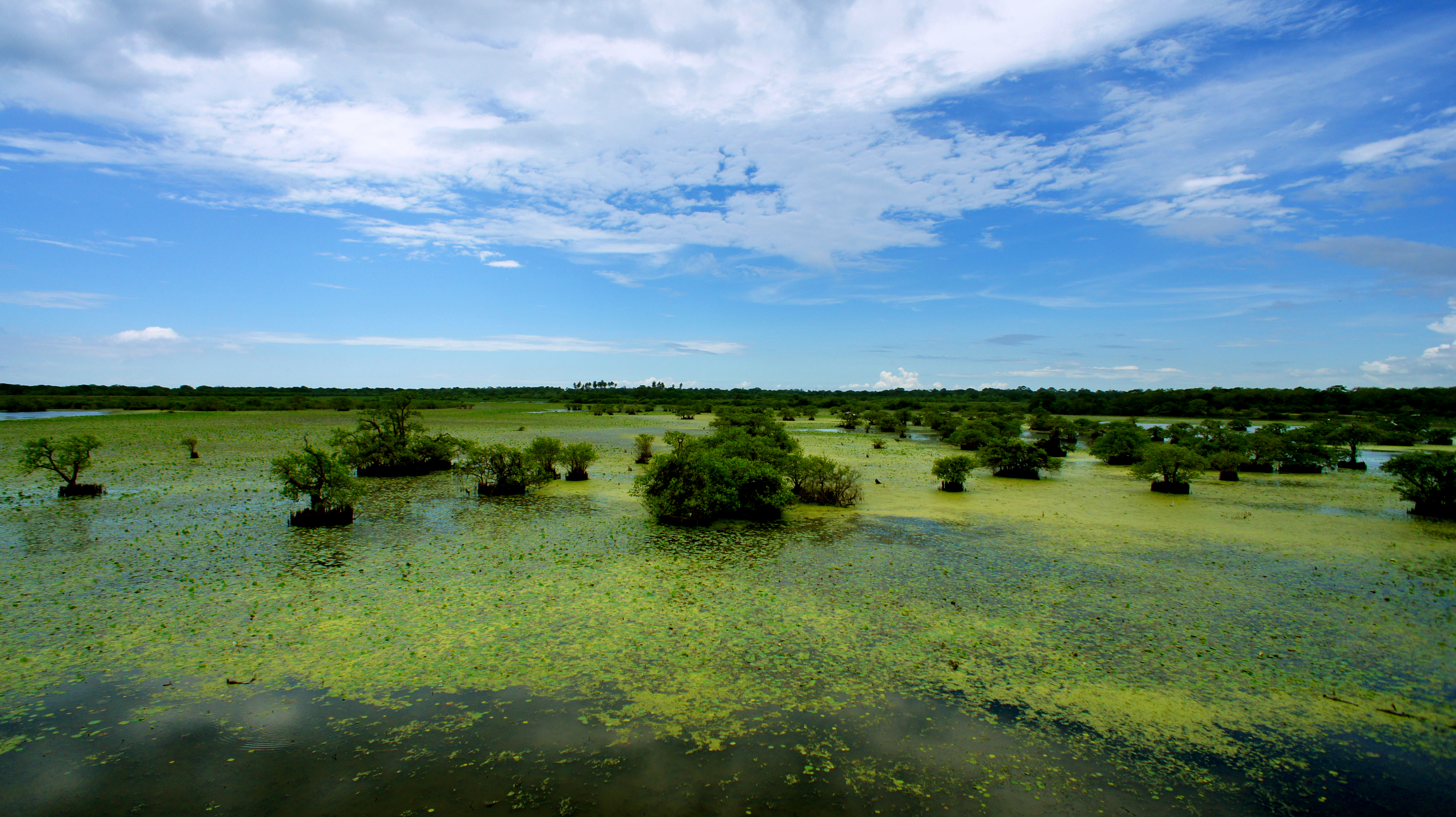
公園の湿地帯
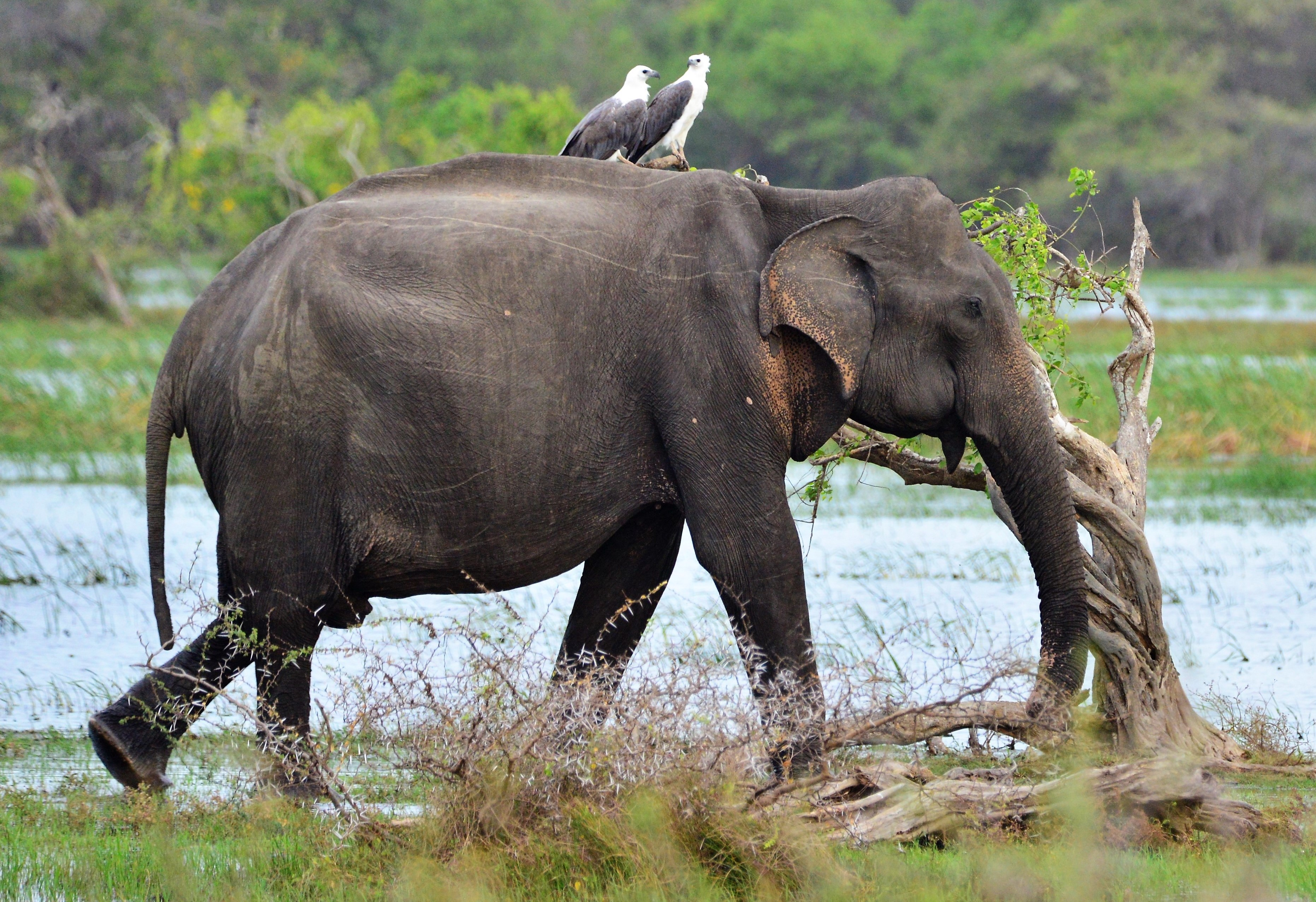
セイロンゾウ